# Ceuthophilus yavapai
Ceuthophilus yavapai är en insekt som beskrevs 1936 av Theodore Huntington Hubbell. Arten ingår i släktet Ceuthophilus och familjen grottvårtbitare. Den förekommer i Nordamerika och inga underarter finns listade i Catalogue of Life.